# فلاديميرس كوليسنيتشينكو
فلاديميرس كوليسنيتشينكو (باللاتفية: Vladimirs Koļesņičenko)‏ (مواليد 4 مايو 1980 في ريغا) لاعب كرة قدم لاتفي دولي يجيد اللعب في خط الوسط . يلعب حاليا لصالح نادي تشورنوموريتس أوديسا الأوكراني منذ 2010 .

## روابط خارجية
- فلاديميرس كوليسنيتشينكو على موقع الاتحاد الدولي (مؤرشف)  (الإنجليزية)
- فلاديميرس كوليسنيتشينكو على موقع الاتحاد الأوربي (الإنجليزية)
- فلاديميرس كوليسنيتشينكو على موقع اتحاد أوكرانيا (الإنجليزية)
- فلاديميرس كوليسنيتشينكو على موقع إي إس بي إن إف سي (الإنجليزية)
- فلاديميرس كوليسنيتشينكو على موقع قاعدة بيانات كرة القدم.إي يو (الإنجليزية)
- فلاديميرس كوليسنيتشينكو على موقع ناشيونال فوتبول تيمز (الإنجليزية)
- فلاديميرس كوليسنيتشينكو على موقع Soccerway.com (الإنجليزية)
- فلاديميرس كوليسنيتشينكو على موقع عالم كرة القدم.نت (الإنجليزية)